# Shirow Miwa
shirow miwa (三輪士郎), né le 9 novembre 1978, est un mangaka et un illustrateur japonais. 
Il est principalement connu comme étant l'auteur des seinen de la série de manga Dogs. Il travaille également comme illustrateur, notamment au Square Enix's Monthly Shōnen Gangan. Il a aussi illustré les couvertures du roman Devil May Cry et les pochettes de nombre de jeux vidéo, notamment Final Fantasy VII Advent Children. Il publie aussi sous le nom m.m.m. + Gee. C'est un membre du groupe Supercell et est un illustrateur et designer.

## Publications
- Black Mind
- Dogs
- Dogs : Bullets & Carnage
- RWBY